# Чанамухі
Чанамухі  - це вид солодкого десерту з району Брахманбарія в Бангладеш, у вигляді невеликого квадрату, який робиться із твердого сиру та покривається цукром.  Махадев Панде є винахідником Чанамукхі. Місцеві жителі Брахманбарії цю солодкість називают «Леді Каннінг». Чанамукхі має національне визнання як традиційна страва регіону Брахманбарія в Бангладеш. 24 вересня 2024 року Чанамукхі  отримала визнання як продукт із географічним зазначенням (ГЗ) .

## Історія
Махадев Пааде з Кашидама виробляв солодощі разом зі своїм братом Дурги Прасада в Калькутті. Після смерті брата він переїхав  до Брахманбарії та почав працювати в кондитерській Шіварама Модака, що була розташована в районі Медді. Після смерті Шіварама   Махадев отримав кондитерську в успадкування.  Десь між 1837 і 1859 роками генерал-губернатор Індії лорд Каннінг з дружиною постійно купували його солодощі та вихваляли їх. Махадев навіть назвав цукерки Леді Каннінг. Місцева назва таких цукерок Чанамукхі .

## Підготовлений спосіб
Чанамухі готують у кілька етапів. Потрібно від 7 до 8 літрів молока та 1 кг цукру, щоб отримати 1 кг солодощів. 
- На першому етапі молоко спочатку кип'ятиться, потім з нього робиться сирна маса.
- На другому етапі сир перекладуть на чисту тканину, зав’язують та підвішують, щоб стекла зайва рідина, приблизно на добу.  Після цього твердий сир дрібно ріжеться ножем.
- На третьому етапі в каструлі кип'ятять воду з цукром і кардамоном. Шматочки сиру потрібно проварити в цукровому розчині, обов'язково перемішуючи. Витягать шматочки сиру та сушать на відкритому місці або під вентилятором. [2] [1]

## Народна страва
Чанамухі  вважаються традиційним десертом Брахманбарії. Окрім Брахманбарії, Чанамухі  також виготовляють у Коміллі. Ці солодощі входять до списку старовинних і традиційних страв  країни, разом з іншими різноманітними солодощами інших районів Бангладеш, наприклад, Матрі Бхандари з Манохарпура, Расмалай з Комілли, Качаголла з Наторе, Перлина Манда з  Маменсінгха, Чомчом з Тангаїла, Цукерки Баліш з Нетракони. 
Президент Пакистану Зіаул Хак говорив про Чанамухі на урочистості, організованому з нагоди Дня незалежності Бангладеш в Ісламабаді в 1986 році, що було опубліковано в різних пакистанських газетах. 